# Gatey
Gatey é uma comuna francesa na região administrativa de Borgonha-Franco-Condado, no departamento de Jura. Estende-se por uma área de 14,84 km². Em 2010 a comuna tinha 374 habitantes (densidade: 25,2 hab./km²).